# Hesdin
Hesdin era una comuna francesa que estaba situada en el departamento de Paso de Calais, de la región de Alta Francia, que el 1 de enero de 2025 pasó a formar parte de la comuna nueva de Hesdin-la-Forêt como comuna delegada.

## Geografía
Hesdin está situado a orillas del Canche, algunos kilómetros arriba del curso del Ternoise, su afluente principal. 
La ciudad se situaba en la carretera que unía Arrás con Montreuil: la carretera nacional 39. Esta carretera pasaba hasta los años 1950 por el centro, y luego se desvió.

## Historia
Hesdin fue un feudo de los Condes de Artois, vasallos de los condes de Flandes hasta 1180. Cuando el conde de Flandes Felipe de Alsacia dio el Artois como dote de su sobrina Isabel de Henao a su esposo, Felipe Augusto en 1180, Hesdin y otros señoríos del Artois pasaron a los dominios reales de Francia. Aunque más adelante los territorios del Artois y la Picardía pasaron a poder del Ducado de Borgoña. mediante el Tratado de Senlis (1493), Hesdin quedó en manos francesas como plaza fuerte, hasta que en 1553, la ciudad medieval fue arrasada por Carlos V, emperador del Sacro Imperio Romano Germánico, en el curso de sus guerras con Francia. La nueva ciudad fue reconstruida al año siguiente en su actual ubicación junto a las orillas del río la Canche, unos 6 km más alejada de la situación original de la ciudad. Así, la ciudad de Hesdin que persiste tiene el nombre de la antigua ciudad medieval, pero sus edificios más antiguos son del siglo XVI.
En 1639, la ciudad fue sitiada y recapturada por Francia el 29 de junio a los Habsburgo españoles en el transcurso de la guerra franco-española (1635-1659). La Paz de los Pirineos con España consolidó las adquisiciones francesas y Hesdin pasó a manos de la Corona francesa.

## Demografía
| Gráfica de evolución demográfica de Hesdin entre 1800 y 2022 |
|                                                              |

Los datos demográficos contemplados en este gráfico de la comuna de Hesdin se han cogido de 1800 a 1999 de la página francesa EHESS/Cassini, y los demás datos de la página del INSEE.

## Lugares y monumentos
- El Ayuntamiento y la iglesia datan de los siglos XVI y XVII.

### Monumentos históricos
- Abadía de Saint-André-Aux-Bois Refuge.
- Antiguo hospicio Saint-Jean, luego Colegio de Jesuitas.
- Antiguo palacete
- Fachada de Notre-Dame
- Palacete de Songeat
- Ayuntamiento Bretèche
- Casa en el 8, rue des Nobles; antes 6
- Casa en el 6 rue des Nobles ; antes 4
- Casa en el 4 rue des Nobles ; antes 2
- Casa natal del abate Prévost en el 11, rue Daniel-Lereuil